# Vexin
Pour les articles homonymes, voir Vexin (homonymie).
 (mars 2021).
Le Vexin est une région du nord-ouest de la France.
On peut le délimiter approximativement d'est en ouest entre Pontoise et Romilly-sur-Andelle — environ vingt kilomètres avant Rouen — et du nord au sud entre Auneuil et la Seine près de Vernon.
Il s'étend sur deux départements de l'Île-de-France (le Val-d'Oise et les Yvelines) et sur un département des Hauts-de-France (l'Oise), ce qui constitue historiquement le Vexin français, ainsi que sur deux départements de Normandie (l'Eure et la Seine-Maritime), ce qui constitue le Vexin normand.

## Histoire
Le nom du Vexin, jadis Veuguessin, est issu du bas latin Veliocassinus, dérivé du nom du peuple gaulois des Véliocasses, voisins des Carnutes et des Sénons, dont il constituait le territoire avec pour chef-lieu Rouen et qui est devenu un diocèse, voisin de ceux de Chartres et de Sens. Le pagus Veliocassinus va donner naissance au pays du Vexin ayant sa coutume et à sa tête un comte. Au IIIe siècle, saint Nicaise, fondateur de l'évêché de Rouen, évangélise le Vexin, et sera martyrisé en 286 à Saint-Clair-sur-Epte.

Vexin français : d'azur semé de fleurs de lys d'or au lambel d'hermine brochant en chef sur le tout.

En 911, lors du traité de Saint-Clair-sur-Epte, quand le roi Charles III le Simple doit abandonner un territoire au viking Rollon, ce qui constituera plus tard une partie du duché de Normandie, le Vexin se retrouve scindé en deux suivant le tracé de la rivière Epte, petit affluent de la Seine. C'est la raison pour laquelle on parle de « Vexin normand » pour la partie ouest et de « Vexin français » pour la partie est.
Le Vexin est aux XIe et XIIe siècles, l'enjeu capital entre le duché de Normandie et le royaume de France. Aucune terre ne sera autant disputée entre les deux états. Le duc de Normandie, Robert le Libéral (c. 1010-1035), avec l'appui du capétien Henri Ier repousse les limites du duché de Normandie jusqu'à l'Oise et annexe la partie du Vexin français, mais dès la minorité de Guillaume le Bâtard ce territoire est reperdu. Guillaume, tentera à la fin de son règne de le reprendre, ce qui lui coûtera la vie, blessé accidentellement lors de l'incendie de Mantes, il meurt à Rouen le 9 septembre 1087.
Cependant, le Vexin français a toujours dépendu du diocèse de Rouen, dont l'archevêque est primat de Normandie, et ce, jusqu'à la Révolution française. En effet, la répartition et la limite des diocèses se sont calquées sur le cadre administratif romain qui lui-même reprenait les limites territoriales des peuples gaulois. Rouen étant jadis la civitas des Véliocasses, c'est-à-dire la « capitale du Vexin » est naturellement devenue siège de l'évêque métropolitain au moment de la christianisation.
Pourtant, après la formation du duché de Normandie, l'importance donnée au pagus Rotomagensis, l'actuel Roumois, va exclure Rouen et sa région du pagus Veliocassinus pour l'inclure dans cette nouvelle entité, alors même que paradoxalement le Vexin reste dans le diocèse de cette ville. Ces adaptations au haut Moyen Âge sont courantes, comme on peut le voir par exemple avec Boulogne-sur-Mer, détaché du diocèse de Thérouanne.
Le Vexin correspondait alors à deux archidiaconés du diocèse de Rouen :
- l'archidiaconé du Vexin français (Archidiaconatus Wulcassini Franciæ), composé des doyennés suivants :
  - le doyenné de Meulan (Decanatus de Mellento) ;
  - le doyenné de Magny (Decanatus de Magniaco) ;
  - le doyenné de Chaumont (Decanatus de Calvo-Monte) ;
  - le doyenné de Pontoise (Decanatus de Pontisara).
- l'archidiaconé du Vexin normand (Archidiaconatus Wulcassini Normanniæ), composé des doyennés suivants :
  - le doyenné de Port-Mort (Decanatus de Portu-Mortuo), puis de Torgny (de Torniaco), et enfin de Baudemont (de Valido-Monte) ;
  - le doyenné de Gisors (Decanatus Gisorcii) ;
  - le doyenné de Gamaches (Decanatus de Gamachiis ou de Veliaco) ;
  - le doyenné de Bray (Decanatus de Baio) ou d'Argueil (de Argolio).

## Géographie physique et humaine
Le Vexin est pour l'essentiel un plateau à vocation céréalière partagé entre l'Île-de-France et la Normandie, qui s'étend de la ville nouvelle de Cergy-Pontoise au canton de Romilly-sur-Andelle, aux portes de Rouen, sur une soixantaine de kilomètres le long de la rive droite de la Seine. Il est entaillé par deux vallées principales orientées nord–sud, celles de l'Epte et de l'Andelle.
Monet comme van Gogh ont peint les champs de blé du Vexin.

## Cinéma
- Le Vexin est l'une des terres négociées dans le film Le Lion en hiver (1968) d'Anthony Harvey.
- Une partie des scènes du film Un dimanche à la campagne (1984) de Bertrand Tavernier a été tournée dans le Vexin.